# Габриел Обертан
Габриел Обертан (на френски: Gabriel Obertan) е френски футболист, полузащитник.

## Кариера
През своето развитие преминава през известната футболна школа Клерфонтен, като някои от най-известните ѝ играчи са Тиери Анри, Никола Анелка и Уилям Галас. Бърз играч с добра техника, той е сравняван с Тиери Анри поради физиката и играта си.
Първият му професионален мач е за Бордо на 30 септември 2006 срещу Валансиен. Прекарва под наем сезон 2008 – 2009 в Лориен.
На 8 юли 2009 година преминава в Манчестър Юнайтед за сумата от 3 милиона лири, като подписва 4-годишен
договор.
На 9 август 2011 година преминава в Нюкасъл Юнайтед за 3 милиона лири за 5 години.
В средата на месец юли 2017 в българските медии се появяват информации, че френският футболист е пред трансфер в гранда Левски София. На 20 юли трансферът на Габриел е официално съобщен от ръководството на клуба. Френското крило парафира върху контракт за две години. Дебют в официален мач за Левски София, футболистът прави на 30 юли срещу отбора на
ФК Витоша (Бистрица). Той се появява като резерва на мястото на Серджю Буш в 72-рата минута.